# Marita Sandig
Marita Sandig, född den 4 april 1958 i Lichtenstein, Sachsen, är en östtysk roddare.
Hon tog OS-guld i åtta med styrman i samband med de olympiska roddtävlingarna 1980 i Moskva.